# Club de golf de Vidauban
Fondé en 1991, le Prince de Provence est un golf strictement privé conçu par l'architecte Robert Trent Jones.

## Particularité
Peut-être le club de golf le plus exclusif du monde. Ce golf n'a pas d’existence commerciale et n'est pas ouvert au public.